# Freedom (condado de Forest, Wisconsin)
Freedom es un pueblo ubicado en el condado de Forest en el estado estadounidense de Wisconsin. En el Censo de 2010 tenía una población de 345 habitantes y una densidad poblacional de 3,69 personas por km².

## Geografía
Freedom se encuentra ubicado en las coordenadas 45°26′2″N 88°45′11″O / 45.43389, -88.75306. Según la Oficina del Censo de los Estados Unidos, Freedom tiene una superficie total de 93.43 km², de la cual 88.3 km² corresponden a tierra firme y (5.5%) 5.14 km² es agua.

## Demografía
Según el censo de 2010, había 345 personas residiendo en Freedom. La densidad de población era de 3,69 hab./km². De los 345 habitantes, Freedom estaba compuesto por el 96.52% blancos, el 0% eran afroamericanos, el 0.87% eran amerindios, el 0.29% eran asiáticos, el 0% eran isleños del Pacífico, el 0% eran de otras razas y el 2.32% pertenecían a dos o más razas. Del total de la población el 0% eran hispanos o latinos de cualquier raza.